# Lőrinc Wathay
Lőrinc Wathay (? - 1573) era un noble hongarès i castellà de Csesznek.
Va servir com oficial militar a Kassa i Transsilvània i després que Bálint Török fos capturat pels Otomans, el rei Ferran I el va designar castellà de Csesznek. Wathay va fortificar el castell i en va consolidar la defensa, i així va poder resistir el setge turc el 1561.
Va morir en un accident el 1573, quan un vell canó es va esclatar al castell.
La seva esposa fou Klára Csabi, i el seu fill Ferenc Wathay fou també un comandant famós i autor del Llibre de cants de Ferenc Wathay.